# Евсевий Кесарийски
Евсевий Кесарийски (лат. Eusebius Pamphili, гр. Εὐσέβιος τῆς Καισαρείας), наричан още Евсевий Памфил, живее и твори в римската провинция Сирия Палестина. Той се утвърждава като историк на християнството, библейски тълкувател и полемист, защитаващ християнската вяра. Около 314 г. става епископ на Кесария Маритима.
Заедно със своя наставник Памфил, Евсевий задълбочено изучава библейския канон и се утвърждава като един от най-учените християни на късната античност. Създава важни богословски съчинения като Доказателства за Евангелието, Подготовка за Евангелието и За различията между евангелията, в които анализира библейските текстове. В труда си Ономастикон съставя географски лексикон на местата в Светата земя, споменати в Библията.
Известен като „баща на църковната история“ (без да се бърка с понятието „църковен отец“), Евсевий съставя Църковна история, Животът на Памфил, Хроника и За мъчениците. Пише и биография на император Константин Велики — първия християнски римски император, който управлява като август от 306 г. до 337 г.

## Биография
Евсевий Кесарийски  е роден между 260 и 264 г. в Кесария Маритима, провинция Сирия Палестина. Получава своето образование в Йерусалим и Антиохия. Изучава философията на Платон, както и богословските идеи на Филон Александрийски и Ориген. В Кесария става ученик в библейското училище на презвитер св. Памфил, поради което често е наричан и „Памфиловият Евсевий“. След мъченическата смърт на Памфил по време на гоненията срещу християните, започнати от Диоклециан и продължени до 324 г., Евсевий предприема продължителни пътувания из Ориента — Тир, Палестина, Сирия, Финикия, Египет.. Резултат от това странстване е трудът му История на палестинските мъченици.
След облекчаването на гоненията чрез Сердикийския и Миланския едикт, Евсевий се установява отново в Кесария, където през 313 г. е избран за епископ. Към 318 г. се разгаря спорът около възгледите на александрийския свещеник Арий. Прогонен от Александрия, Арий намира убежище в Кесария и твърди, че Евсевий му съчувства. Макар и с известни резерви към арианството, Евсевий временно е отлъчен от Антиохийския събор през януари 325 г. заради предполагаема подкрепа към Арий.
На Никейския събор същата година Евсевий представя собствена редакция на символа на вярата, която е отхвърлена. След официалното осъждане на арианството той се покайва, получава опрощение с одобрението на император Константин Велики  и подписва Никейския символ. По-късно активно работи за неговото разпространение, макар че продължава да защитава възгледи, близки до арианството, и се нарежда сред опонентите на Атанасий Александрийски.
Евсевий става доверен съветник на император Константин, с когото поддържа писмена кореспонденция до смъртта му през 337 г. В чест на императора създава панегиричния труд Животът на Константин Велики, както и речи, произнесени по повод 20-годишнината (326 г.) и 30-годишнината (337 г.) от възкачването му на престола.

## Творчество
Евксевий получава прозвището "баща на църковната история", защото пръв създава цялостна историческа хроника на християнството. Творчеството му е обширно и многостранно, като включва история, апологетика, богословие, библейска критика, география и императорска биография.Неговото влияние се простира както върху православната, така и върху западната християнска традиция.

### Църковна история (Ἐκκλησιαστικὴ ἱστορία /Historia Ecclesiastica)
Безспорно най-известният труд на Евсевий е Църковна история. Представлява първият опит за систематично изложение на историята на Църквата от апостолско време до началото на IV в. В нея се описва живота на апостолите, мъчениците, ересите, християнските писатели, съборите и преследванията. Източник на безброй цитати от иначе изгубени текстове и представлява фундаментален извор за ранната история на християнството.

### Животът на Константин[2](Vita Constantini)
Творбата е политико-религиозна биография на първия християнски император — Константин Велики. Представя владетяля като богоизбран владетел, защитник на християнството и инструмент на Божията воля. Въпреки че съдържа панегирични елементи, творбата е важен исторически източник за управлението на Константин и религиозната политика на епохата.

### Апология в защита на Ориген (Apologia pro Origene)
От Апологията оцелява единствено в първата си книга, която достига до нас чрез латински превод, изготвен от Руфин. Началото на текста описва с крайно възмущение ожесточените нападки срещу Ориген. Представен е като човек с дълбоко смирение, с голям авторитет в Църквата на своето време и удостоен със свещенически сан.
В творбата, Евксевий защитава правилността на Оригеновото учение относно Троицата и Въплъщението, като привежда щедро избрани откъси от неговите съчинения. Представя девет обвинения срещу Оригеновото богословие и ги противопоставя на съответни пасажи от неговите трудове.
Св. Йероним, в De Viris Illustribus, твърди първоначално, че съществуват две апологии – една написана от Памфил и друга от Евсевий. Когато преводът на Руфин излиза по време на разгорещените спорове за Ориген, Йероним ревизира мнението си и  заключава, че Евсевий е единственият автор. Обвинява Руфин, наред с други неща, че представя труда като дело на мъченика Памфил, докато в действителност той принадлежи на „неправоверния“ Евсевий, и че прикрива спорни пасажи. По първото обвинение обаче има значителни доказателства, че Апологията е съвместно дело на Памфил и Евсевий. По второто – можем да противопоставим свидетелството на Фотий, който, макар известен със своята строгост към дори и най-слабия намек за арианство, не открива нищо подобно в гръцкия оригинал на Апологията за Ориген.

### Подготовка за Евангелието (Praeparatio Evangelica)
Творбата се състои от 15 книги, които представляват аАпологетичен труд, предназначен да убеди езичниците в превъзходството на християнството. Съдържа безценни цитати от езически автори, много от които не са запазени другаде. Творбата е един от най-важните източници за античната философия и религия.

### Доказателство за Евангелието (Demonstratio Evangelica)
Творбата се състои от общо 20 книги, от които не всички са запазени. Представлява продължение на Подготовка за Евангелието и защитава християнството чрез тълкуване на пророчествата и изпълнението им в Христос.